# Iniciativa Canaria Nacionalista
Iniciativa Canaria (ICAN) fue un partido nacionalista canario de izquierdas creado con la unión de ACN (Asamblea Canaria Nacionalista), ICU (Izquierda Canaria Unida), formación ligada a Izquierda Unida y UNI (Unión de Nacionalistas de Izquierda). 
Se fundó en 1991 y en 1993 se unió a las AIC (Agrupaciones Independientes de Canarias), AM (Asamblea Majorera), PNC (Partido Nacionalista Canario) y CCN (Centro Canario Nacionalista) para formar Coalición Canaria.
ICAN estuvo ligada a Izquierda Unida hasta unos meses después de las elecciones municipales de 1991, cuando surge un conflicto entre estas organizaciones. El PSOE gobernaba en el Cabildo de Gran Canaria con apoyo de ICAN pero ICAN presentó una moción de censura al PSOE (junto con CDS y el PP), ocupando la presidencia de la institución el poeta Pedro Lezcano. A raíz de dicha moción de censura ICAN sería expulsado de IU. 
ICAN supuso la culminación de un largo proceso de reunificación de la izquierda canaria abortado al unirse a fuerzas insularistas y de centro-derecha (uno de los más importantes artífices de dicha unión fue José Carlos Mauricio, político procedente del Partido Comunista de Canarias). La creación de Coalición Canaria supuso un nuevo episodio de frustración para las organizaciones populares canarias que vieron el fin de una experiencia que aunque no colmaba todas las aspiraciones sí resultaba un elemento útil. 
A partir de 1999, Coalición Canaria comenzó a sufrir un proceso interno de división que se concretó en 2005 con la salida de parte del partido en Gran Canaria y la fundación de una nueva fuerza, Nueva Canarias, lo que prácticamente supuso el enterramiento definitivo de ICAN, que ya se encontraba totalmente diluido dentro de CC.

## Resultados electorales
| Elecciones y fecha | Candidato        | Votos       | %     | Diputados | +/- | Gobierno  |
| ------------------ | ---------------- | ----------- | ----- | --------- | --- | --------- |
| 1991               | Antonio González | 85.015 (#5) | 12,32 | 5/60      | 1a  | Oposición |

a Respecto a la suma de los escaños obtenidos por Asamblea Canaria, Izquierda Nacionalista Canaria e Izquierda Unida Canaria en 1987.

## Elecciones generales de España de 2023
- Para intentar frenar la ley eletoral y obtener representación en el Congreso de los Diputados y Senado Coalición Canaria, Nueva Canarias-Bloque Canarista y Ahora Canarias concurrirán unidos al Congreso y Senado por todas las circunscripciones de Canarias.
- Iniciativa Canaria Nacionalista anteriormente Asamblea Canaria Nacionalista va integrado en Nueva Canarias-Bloque Canarista a Elecciones generales de España de 2023, Autonómicas 2023 y Cabildos Insulares 2023. En municipales 2023 fue en solitario o con acuerdos puntuales.

- Datos: Q3395517